# Annona bicolor
Annona bicolor är en kirimojaväxtart som beskrevs av Ignatz Urban. Annona bicolor ingår i släktet annonor, och familjen kirimojaväxter. Inga underarter finns listade i Catalogue of Life.